# Neuroxena obscurascens
Neuroxena obscurascens là một loài bướm đêm thuộc phân họ Arctiinae, họ Erebidae.